# Jodi Karapura, Dod Ballapur
Jodi Karapura là một làng thuộc tehsil Dod Ballapur, huyện Bangalore Rural, bang Karnataka, Ấn Độ.